# Cuthbert Victor
Cuthbert Nicholson Victor (Saint Croix, 30 gennaio 1983) è un ex cestista americo-verginiano.

## Carriera
Con le Isole Vergini Americane ha disputato quattro edizioni dei Campionati americani (2003, 2007, 2009, 2017).